# オテサーネク 妄想の子供
『オテサーネク 妄想の子供』（オテサーネク もうそうのこども、チェコ語: Otesánek、英語: Little Otik）は、2000年のチェコ・イギリス合作のホラー・ファンタジー映画。ヤン・シュヴァンクマイエル長編第四作目で、チェコの民話「オテサーネク（食人木）」を下敷きにした作品である。

## ストーリー
不妊に悩むホラーク夫妻は、アパートの隣人シュタードレル氏の勧めで購入した別荘にやって来る。夫のカレルは別荘の庭で赤ん坊のような形をした切り株を見つけると、ノイローゼの妻ボジェナをなぐさめるために切り株を赤ん坊の形に整えてプレゼントする。ところが、ボジェナはその切り株を息子と思い込んで溺愛し、自分が産んだと見せかけるために妊娠したように振る舞うようになる。
カレルは何度も切り株を処分しようとするものの、結局は妻の望みを聞いてやってしまう。そして8か月が過ぎたところで、ボジェナが出産したふりをすると、「オティーク」と名付けられた切り株は自らの意思で動き出し、恐ろしい食欲であらゆるものを食べるようになる。
見る見る成長したオティークが、飼い猫だけでなく、訪ねて来た郵便配達人や福祉事務所の女性まで食べてしまうと、この事態に、ホラーク夫妻はオティークを地下室に閉じ込めることにする。ところが、「オテサーネク（食人木）」の民話を読み、かねてからオティークの存在に気付いていたシュタードレル夫妻の娘アルジュビェトカが、実の弟のようにオティークの面倒を見るようになると、オティークもアルジュビェトカの言うことを聞くようになる。しかし、しばらくして食料を用意できなくなったアルジュビェトカは、アパートの住人を「エサ」として選ぶようになり、遂にはホラーク夫妻もオティークに食べられてしまう。
立て続けに人が消えて行くことを不審に思ったアパートの管理人は、オティークの存在に気付くと、泣いて止めるアルジュビェトカを押しのけて、民話で怪物オテサーネクを倒したキャベツ栽培の農婦のように鍬を持って地下室に下りて行く。

## キャスト
ボジェナ・ホラーク
演 - ヴェロニカ・ジルコヴァ
不妊症でノイローゼになった主婦。

カレル・ホラーク
演 - ヤン・ハルトゥル
ボジェナの夫。無精子症。

シュタードレル夫人
演 - ヤロスラヴァ・クレチュメロヴァ
ホラーク夫妻の隣人。

シュタードレル氏
演 - パヴェル・ノヴィー

アルジュビェトカ
演 - クリスティーナ・アダムコヴァ
シュタードレル夫妻の娘。

アパートの管理人
演 - ダグマル・ストリブルナ
アパートの庭でキャベツを栽培。

ジュラーベク
演 - ズデニェク・コザーク
アパートの住人で幼児性愛者の老人。

ムラーデク
演 - グスタフ・ヴォンドラチェク
郵便配達人。

ブラーンコヴァー
演 - イトカ・スムトゥナー
福祉事務所の職員。

## エピソード
- 日本で公開されたシュヴァンクマイエル作品では、唯一PG-12指定を受けた作品である。
- 劇中のテレビで流れるコマーシャルではシュヴァンクマイエル作品の『肉片の恋』（1989年作品）が登場する。
- 監督によるフォトストーリーブック（ISBN 4875023561）と、監督の妻で美術担当のシュヴァンクマイエロヴァが、イラストを描いた絵本が発行されている（ISBN 978-4-8917-6456-2）。